# OPROP!
OPROP! var et tysk flyveblad, som blev nedkastet over Danmark under den tyske invasion den 9. april 1940. Flyvebladet var undertegnet af chefen for Operation Weserübung Süd, den tyske flyvergeneral Leonard Kaupisch. Som overskriften antyder, var det affattet på et særdeles gebrokkent, men dog forståeligt dansk og norsk.
Kaupisch har til en dansk journalist fortalt, at den tyske tekst til dette Oprop blev forfattet af Hitler, der havde kasseret Kaupisch' udkast.
Flyvebladets uomtvistelige budskab sammenfattes i dets sidste linje: For Landets Sikkerhed mot engelske Overgrep sørger fra nu af den tyske Hær og Flaate.

## Reference
1. ↑  Vilhelm la Cour (ed.): Danmark under Besættelsen, bd. 1 side 111,(billedtekst)